# Autobusna linija br. 232 u Zagrebu
Linija 232 (Dubrava – Čret) dnevna je autobusna linija u Zagrebu.
Prometuje svaki dan na trasi: Dubrava – Avenija Gojka Šuška – Svetošimunska cesta – Čret (Gornji Bukovac → Melinišće → Čret). Početno-krajnje stajalište na Čretu je Čret – Melinišće, gdje je moguće presjednje na liniju 227.
Povezuje Čret, Policijsku akademiju i KB Dubrava s tramvajsko-autobusnim terminalom Dubrava.

## Povijest
Linija je do 2. rujna 2013. prometovala do Jazbine kada je skraćena do Čreta, a promet do Jazbine je preuzela linija 227.
Od 2017. do 2022. postojali su skraćeni polasci iz Dubrave do Policijske akademije.
U studenom 2023. pokrenuta je online peticija da se linija 232 produži do Gračanskog dolja zbog bolje povezanosti Dotrščine s Dubravom i Sljemenskom žičarom. ZET je prijedlog odbio s obrazloženjem da je trenutna veza linija 227 i 232 zadovoljavajuća, da je okretanje dviju linija iz istog smjera otežano na Gračanskom dolju jer postoji samo jedan peron koji već koristi linija 227 te da je veza Dubrave s KB Dubrava prioritet zbog priljeva putnika. Peticiju je potpisalo 156 ljudi.

## Vanjske poveznice
- Vozni red linije 232